# Ceratinopsis guerrerensis
Ceratinopsis guerrerensis är en spindelart som beskrevs av Willis J. Gertsch och Davis 1937. Ceratinopsis guerrerensis ingår i släktet Ceratinopsis och familjen täckvävarspindlar. Inga underarter finns listade i Catalogue of Life.